# Старобин
Старобин (блр. Старобін; рус. Старо́бин) је градско насеље са административним статусом варошице (городской посёлок) у јужном делу Републике Белорусије. Административно је део Салигорског рејона Минске области. 
У близини насеља налази се велики комбинат за производњу тресетног брикета.

## Географски положај
Насеље лежи на обалама реке Случ, на око 12 км југозападно од града Салигорска и на око 145 км јужно од главног града земље Минска.

## Историја
Током XVI века Старобин је био малено насеље литванске Слуцке кнежевине. Магдебуршко право град је добио 1654. године. У саставу Руске Империје је од 1793. године.
Од 1924. до 1962. био је административни центар Старобинског рејона Минске области Белоруске ССР. Статус варошице добија 1938. године. Једно време је био део прво Љубањског (од 1962), а потом од 1965. и Салигорског рејона.

## Демографија
Према процени за 2011. у вароши је живело 5.755 становника.
| 2009. | 2010. | 2011. |
| ----- | ----- | ----- |
| 5.460 | 5.602 | 5.755 |